# Carl Chorinský

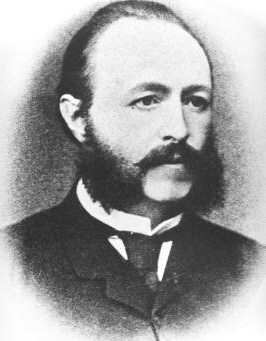
Carl Graf Chorinský, um 1880

Carl Graf Chorinský (* 18. Oktober 1838 in Linz; † 10. Juli 1897 in Mödling) war ein österreichischer Jurist und k.k. Landeshauptmann des Kronlandes Salzburg.

## Biografie

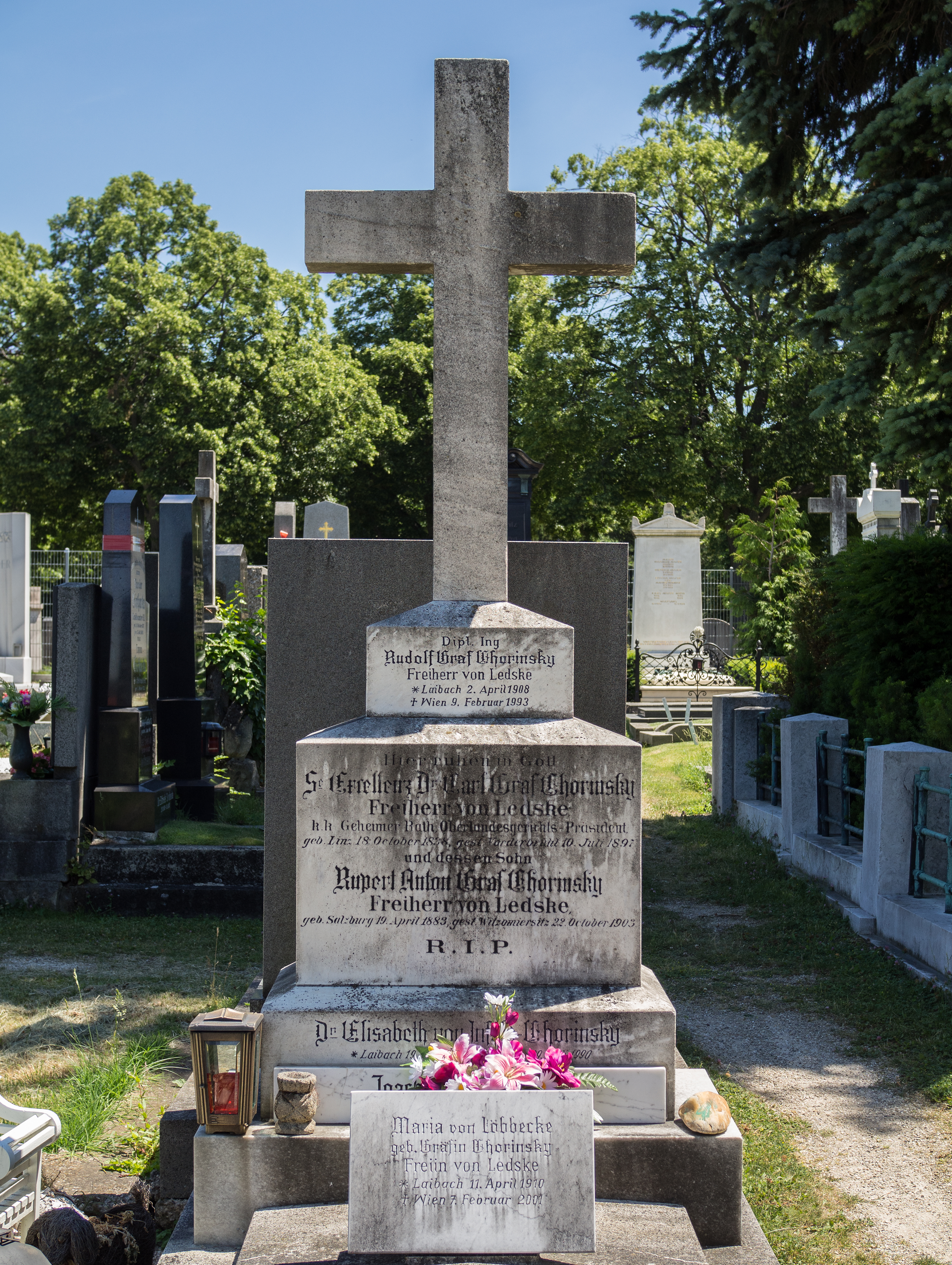
Grab von Carl von Chorinský auf dem Hietzinger Friedhof

Der Sohn des früheren Salzburger Kreishauptmannes Gustav Ignaz von Chorinský und dessen Frau Anna, geb. Freiin Böck von Greissau, studierte Rechtswissenschaften an der Universität Wien. Er begann seine juristische Laufbahn am Wiener Landesgericht. Vom 17. Juni 1880 bis 30. Oktober 1890 war er Landeshauptmann
von Salzburg. Im Jahr 1887 wurde er zum Mitglied des Herrenhauses, dem Oberhaus des österreichischen Reichsrates, ernannt.
Ab 1887 war Chorinský Mitglied des Reichsgerichts, ab 1890 Präsident des Oberlandesgerichts Wien. Er war beteiligt an der Reform des Zivilprozessrechts, verfasste juristische Bücher und war Schöpfer der Sammlung Chorinský, eines Quellenwerks zur österreichischen Rechtsgeschichte.
Seit 1881 war er Ehrenmitglied der katholischen Studentenverbindung KÖStV Austria Wien.
Seine letzte Ruhestätte fand Chorinský auf dem Hietzinger Friedhof in Wien.
Seine Witwe, Karoline Franziska Mittrowsky von Mittrowitz (1846–1918), heiratete drei Jahre nach seinem Tod Prinz Lothar von Metternich-Winneburg (1837–1904).

## Werke
- Der Wucher in Oesterreich, 1877
- Die Salzburger Landesfinanzen von 1861 bis 1878
- Der österreichische Executiv-Process. Ein Beitrag zur Geschichte der allgemeinen Gerichtsordnung, 1879 (MPIER-Digitalisat)
- Das Vormundschaftsrecht Niederösterreichs vom sechzehnten Jahrhundert bis zum Erscheinen des Josefinischen Gesetzbuches, 1878